# 하나망
하나망(HANA network)은 한-미간 전용선을 사용한 인터넷(TCP/IP 네트워크)이다. 1990년 3월 당시 서울에 소재하고 있던 KAIST와 하와이대학이 위성을 이용해 56Kbps 전용선으로 상호연결된 것이 그 시작이다. 초기에는 SDN(System Development Network)을 계승해 HANA/SDN이라는 명칭으로 부르다가 점차 하나망으로 명칭이 굳어졌다. 아시아 및 태평양 지역의 교육연구망을 상호연결하는 PACCOM 프로젝트가 하나망 구축의 계기가 되었다.
이전에도 국내 인터넷인 SDN과 해외 인터넷이 상호연결되어 SDN 가입기관의 연구자들은 인터넷을 이용해 해외 연구자들과 교신할 수 있었으나, 하나망 이전의 인터넷 연결에는 국제전화를 이용한 다이얼업(dial-up) 방식을 사용했기 때문에 국제전화요금의 부담이 있었다. 하나망은 일정한 회선비용만 지불하면 사용량에 제약이 없었기 때문에 하나망 구축 이후 사용자들은 비교적 자유롭게 인터넷을 이용할 수 있었다. 1990년 당시 한-미간 전용회선 비용을 비롯한 하나망 운영비용은 1억 5천 만원 가량이었는데, 이를 부담하기 위해 1990년, 한국통신, KAIST, ETRI, 포항공대 및 개인회원들로 구성된 ‘HANA/SDN’이라는 조직이 출범해 하나망을 운영하였다. 이용료 부담이 사라지자 인터넷 사용량이 급증해 1991년, SDN의 해외트래픽(9GB)이 1988년의 230배에 달했다. 하나망은 1994년 코넷, 보라넷, 아이네트 등의 상용 인터넷 서비스가 시작되면서 자연스럽게 해소되었다.

## 참고 자료
- 하나망사무국, '93년도 하나망 결산서, 1994.3.4.
- 한국인터넷역사프로젝트 - 박현제 인터뷰
- SG-INET-003
- SG-INET-109

## 같이 보기
- 코넷
- 보라넷
- 아이네트